# Протойерей
Протойерей (на гръцки: πρώτοσ и ίερεύς – „първи свещеник“) е титла на свещеник от средния клир в православната църква.
Дава се на настоятеля на определен храм за отлика от останалите свещеници. Протойереят се ръкополага от по-висш сановник (архиерей, епископ) чрез ръкоположение – ритуал, състоящ се в архиерейско благословение, възлагане на ръце върху главата на посвещаемия и молитва за посвещение.
Протойереят ръководи богослуженията и дейността на храма. Останалите свещеници и храмови служители са в негово подчинение.
Официалното обръщение към протойерея обикновено е „Ваше Всеблагоговейнство“, а в неформалната реч – отче.